# Thyrocopa indecora
Thyrocopa indecora là một loài bướm đêm thuộc họ Oecophoridae. Nó là loài đặc hữu của Oahu, Maui và Hawaii.
Chiều dài cánh trước là 7–15 mm. Con trưởng thành bay quanh năm. 
Ấu trùng ăn Acacia koa.